# Anna Löwenstein

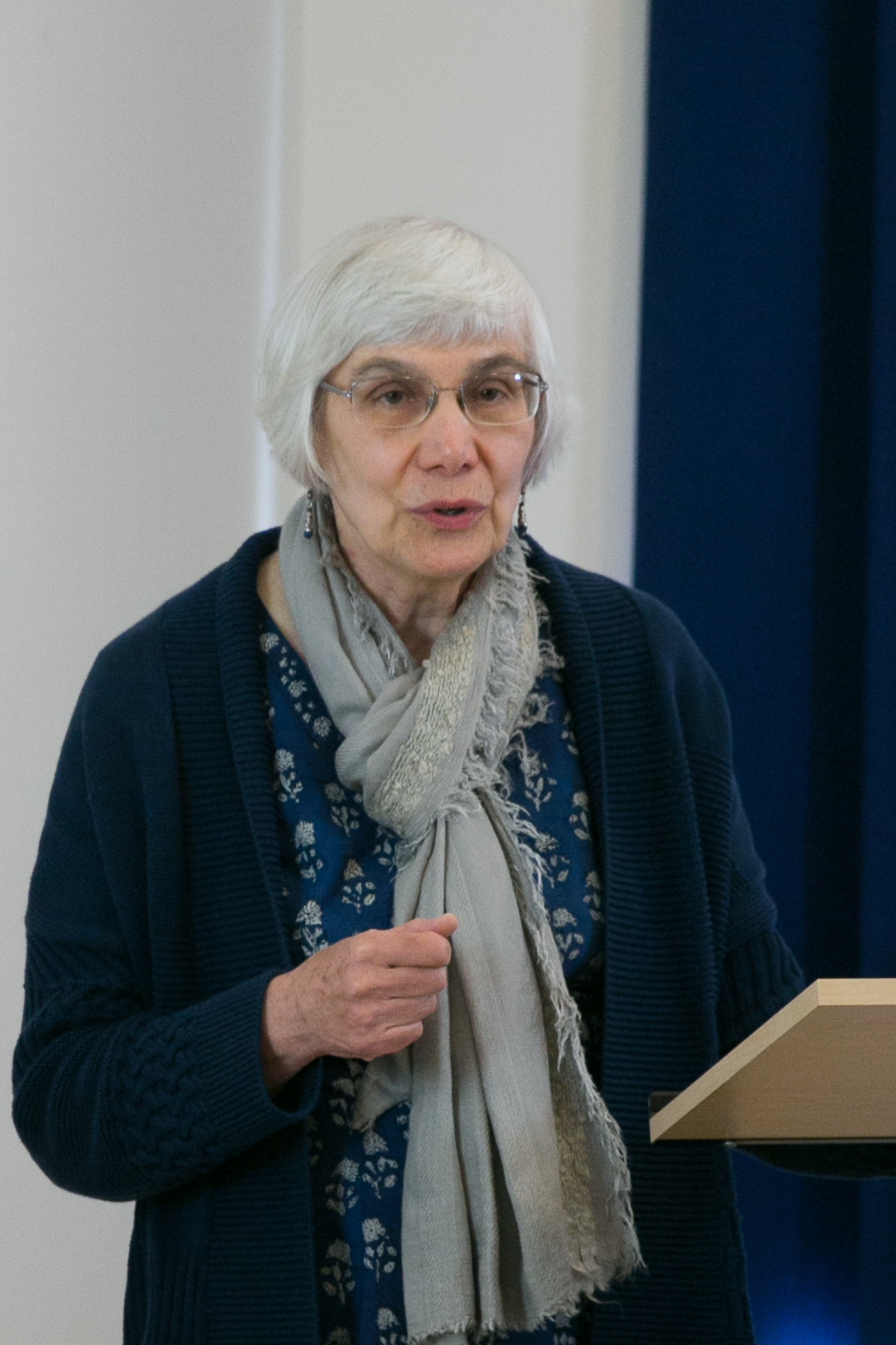
Anna Löwenstein, 2016

Anna Löwenstein (* 8. März 1951 im Vereinigten Königreich) ist eine britische Esperantistin, Redakteurin und Schriftstellerin. 

## Tätigkeit in der Esperantobewegung
Löwenstein arbeitete zwischen 1977 und 1981 im Generalsekretariat des Esperanto-Weltbunds (UEA) in Rotterdam, wo sie im Jahr 1981 für das UEA-Jahrbuch verantwortlich war. 1979 wurde sie Mitglied in der UEA-Frauenkommission.
Unter dem Pseudonym Anna Brennan war sie Begründerin und zwischen 1979 und 1988 auch Redakteurin der internationalen feministischen Zeitschrift Sekso kaj Egaleco (Geschlecht und Gleichheit). Ebenso betreute sie die in einfacher Sprache abgefassten Teile bei der Jugendzeitschrift Kontakto (von TEJO) zwischen 1983 und 1986; sie schuf eine Liste von 1000 Morphemen, auf die man sich in diesen Artikeln für Sprachneulinge begrenzen sollte.
Seit 2001 gehört sie der Esperanto-Akademie als Mitglied an.
2007 besorgte sie die Herausgabe des Büchleins Rusoj loĝas en Rusujo (Russen leben im Russenland) mit Beiträgen von 17 Esperantisten über Ländernamen auf Esperanto. 2009 erschien Konciza klarigo pri la landonomoj (Genauere Erklärungen zu Ländernamen), wo sie umfassend über das Doppelkategoriesystem von Ländernamen auf Esperanto aufklärt sowie eine komplette Liste mit Ländernamen und Einwohnerbezeichnungen gemäß den Erklärungen der Esperanto-Akademie abliefert.
Im Jahr 2019 wurde sie von der im russischen Königsberg erscheinenden Zeitung Ondo de Esperanto zur „Esperantistin des Jahres“ gewählt.

## Schriftstellerin und Übersetzerin
Ihr bekanntestes Werk ist wahrscheinlich La ŝtona urbo (1999; Die steinerne Stadt), ein historischer Roman, der auf Englisch und Esperanto erschien. Es ist die Erzählung einer keltischen Sklavin, die ins Alte Rom verschleppt wird. Dieser Roman erschien in mehreren Auflagen hintereinander. 2010 wurde er in einer Übersetzung von Godeleine Logez in Frankreich veröffentlicht. 
Im Jahr 2006 übersetzte sie auf Esperanto das satirische Werk Ksenofobia gvidlibro al la italoj (Anleitungsbuch über Fremdenfeindlichkeit für Italiener).
Gegen Ende des Jahres 2018 erschien im flämischen Esperantobund in der Stafeto-Serie Morto de Artisto (Tod eines Künstlers). Wiederum geht es um die altrömische Gesellschaft.

## Privates
Lange Zeit mit ihrem Mann Renato Corsetti in Italien wohnhaft, lebt Anna Löwenstein nun in London. Sie hat zwei Söhne, beide Esperanto-Muttersprachler (sog. Denaskuloj). 
Löwenstein ist auch Mitglied von ATEO, der Atheisten-Organisation innerhalb der Esperantobewegung, wo sie ein Amt im Vorstand bekleidet.

## Veröffentlichungen
- La ŝtona urbo, Auszug
- Rusoj loĝas en Rusujo (Landnomoj en Esperanto/Ländernamen auf Esperanto, 2007)
- Ländernamen auf Esperanto: Präzisierung (2009)
- Ländernamen auf Esperanto mit Übungen
- Lernen ohne Lehrbuch - ein Vorteil?, in: Internacia Pedagogia Revuo, 2014, Nr. 4, S. 11–14
- Dua Vivo: nia kursejo malaperis! Artikel über "Dua Vivo", in: Revuo Esperanto, 2009, Nr. 12, S. 247
- Archiv der feministischen Zeitschrift Sekso kaj egaleco
- Synonymwörterbuch von A. Löwenstein